# John Dominic Crossan

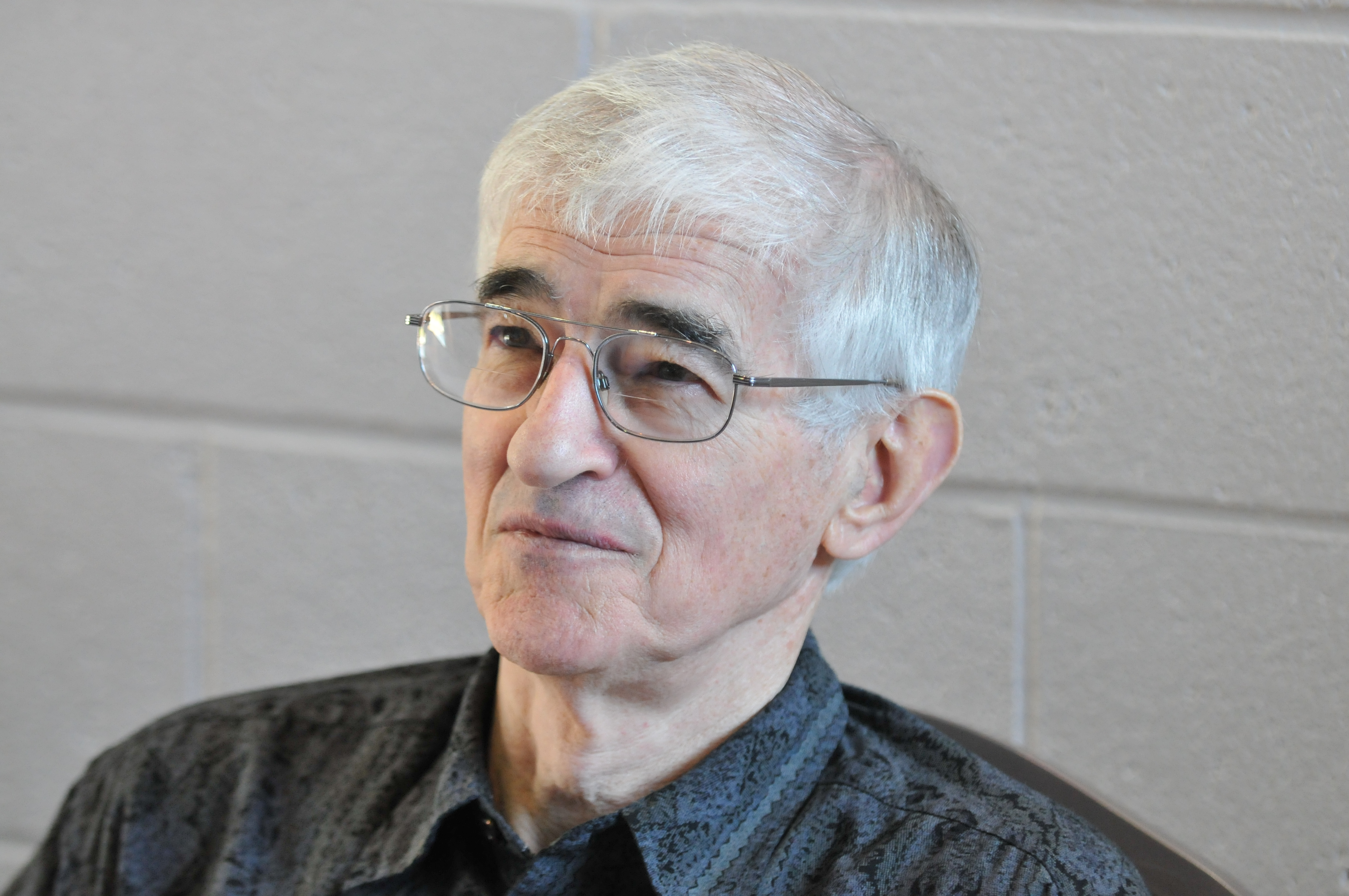
John Dominic Crossan.

John Dominic Crossan (Nenagh, Condado de Tipperary, Irlanda, 17 de febrero de 1934) es un estudioso bíblico estadounidense de origen irlandés, conocido por cofundar el «Jesus Seminar».
Ex sacerdote católico, Crossan ha escrito numerosos estudios tanto académicos como de divulgación. Colaboró en el famoso Comentario Bíblico San Jerónimo y se especializó en la investigación histórico crítica del Cristianismo primitivo, con un enfoque especial en sus orígenes y en la persona de Jesús de Nazaret, a quien definió como "un campesino judío del ámbito mediterráneo". 
En sus obras aplica una metodología derivada de la crítica textual pero enriquecida con aportes de la antropología, la economía y los más modernos estudios de las ciencias sociales. Se ha definido a su enfoque como hermeneútica posmoderna.
Crossan es considerado una gran figura en los campos de la historia bíblica y la crítica textual del Nuevo Testamento, y forma parte asimismo de una de las corrientes más radicalizadas en los estudios sobre el llamado «Jesús histórico». Es criticado severamente por aquellos que ponen en tela de juicio no sólo su metodología, sino también sus supuestos y, sus conclusiones. Ha aparecido en varios documentales de televisión acerca de Jesús y la Biblia.
Tanto John D. Crossan como el «Jesus Seminar» han sido objeto de críticas por parte de una amplia gama de especialistas. Entre los estudiosos que han expresado sus reservas respecto del trabajo de Crossan se encuentran varios de los que participan en la llamada tercera búsqueda del Jesús histórico, como Ben Witherington III, Luke Timothy Johnson, y Craig A. Evans. También fue criticado por otros especialistas como N.T. Wright, Greg Boyd, William Lane Craig, Craig Blomberg, Darrell Bock, y Edwin Yamauchi. Según estos críticos, Crossan en su supuesta búsqueda radical por desacreditar la imagen de Jesús que ofrece el fundamentalismo bíblico, termina por considerar "tardíos" todos los Evangelios canónicos, incluyendo el Evangelio de Marcos (que estos investigadores consideran datable entre 65 y 70 de nuestras era, como fecha más tardía), y, argumentan, llega a devaluar el Evangelio de Juan a punto tal de prestarle una importancia casi nula.